# Wilk z głową człowieka
Wilk z głową człowieka (norw. Den balsamerte ulven, dosł. Zabalsamowany wilk) – powieść kryminalna norweskiego pisarza Gerta Nygårdshauga (w Polsce pod pseudonimem Gert Godeng), opublikowana w 2000, a w Polsce w 2009 w tłumaczeniu Zuzanny Byczek.
Jest siódmą powieścią cyklu Krew i wino, w której występuje smakosz, znawca języków i detektyw amator Fredric Drum. Postacią centralną jest tu Skarphedin Olsen, przyjaciel Druma i detektyw Centrali Policji Kryminalnej w Oslo, który tym razem wybiera się na wyprawę wędkarską nad rzekę Vondøla w gminie Renbygd (dolina Vondalen) we wschodniej Norwegii. Towarzyszą mu współpracownicy - szef Arthur Krondal, detektyw Peder Ungbeldt i sam Drum. W trakcie pobytu na bezludnym pustkowiu, w drewnianej chacie wychodzi na jaw, że Krondal zaprosił towarzyszy nie na ryby, ale w celu rozwiązania sprawy kryminalnej - na stole przy chacie znaleziono odcięte ramię nastolatki i serce owcy.
Istotną rolę w powieści odgrywają powiązania dawnych ludów Norwegii z Mezopotamią. Ważny dla akcji jest Epos o Gilgameszu. Tytuł nawiązuje do znalezionej w grocie, nieopodal chaty, starej figurki wilka z ludzką głową.
Sformułowany jest w książce konflikt między hodowcami owiec, a miłośnikami przyrody i ochrony wilków. Bogate są opisy wędkarskie, zwłaszcza połowy pstrągów.
W tomie podkreślona jest silna niechęć Olsena do noszenia i używania broni palnej (Jestem detektywem, a nie jakimś cholernym partyzantem, do obsługi gnata trzeba było zabrać ze sobą jakiegoś goryla z grupy antyterrorystycznej!). Autor wspomina też, że ulubione gatunki sera, preferowane przez Skarphedina to angielski stilton, włoski parmezan i duński castello.
Inni bohaterowie tomu:
- Jakob Akkbakken - około 40 lat, lokalny hodowca owiec, szwagier Krondala, znalazca ramienia i serca, ma żonę - Olgę[10],
- Bersvend Akkjordet - około 30 lat, także hodowca owiec, samotnik[11],
- Sulivan Akkmoen - sportowiec, długodystansowiec, dawniej o międzynarodowej sławie[12],
- Cornetta Friis - lekarka[12],
- Aron Akkland - polityk, prawicowy radykał, zwolennik likwidacji ośrodka dla uchodźców zlokalizowanego w jednej z dolin, żonaty z Filipinką[12],
- Torben Tokstierne - naukowiec, historyk, autor kontrowersyjnych teorii[13].